# Алиискендерова, Гюрю Мустафа кызы
Гюрю Мустафа кызы Алиискендерова (азерб. Hürü Mustafa qızı Əlisgəndərova; 1910, Даг Кесаман, Елизаветпольская губерния — ?) — советский азербайджанский хлопковод, Герой Социалистического Труда (1949).

## Биография
Родилась в 1910 году в селе Даг Кесаман Казахского уезда Елизаветпольской губернии (ныне — в Акстафинском районе Азербайджана).
В 1930—1968 годах колхозница, звеньевая колхоза имени Алишера Навои (бывший имени Жданова) Казахского района Азербайджанской ССР. В 1948 году получила урожай хлопка 89 центнеров с гектара на площади 6,3 гектара.
С 1967 года пенсионер союзного значения
Указом Президиума Верховного Совета СССР от 1 июля 1949 года за получение в 1948 году высоких урожаев хлопка Алискендеровой Гюрю Мустафа кызы присвоено звание Героя Социалистического Труда с вручением ордена Ленина и золотой медали «Серп и Молот».